# گمینا اولشتینک
گمینا اولشتینک (به لهستانی:  Gmina Olsztynek) یک گمینا در لهستان است که در شهرستان اولشتین واقع شده‌است. گمینا اولشتینک ۳۷۲٫۰۳ کیلومتر مربع مساحت و ۱۳٬۶۶۶ نفر جمعیت دارد.